# Ša'ar Efrajim
Ša'ar Efrajim (hebrejsky שַׁעַר אֶפְרַיִם‎, doslova „Brána Efrajimu“, v oficiálním přepisu do angličtiny Sha'ar Efrayim, přepisováno též Sha'ar Efraim) je vesnice typu mošav v Izraeli, v Centrálním distriktu, v Oblastní radě Lev ha-Šaron.

## Geografie
Leží v nadmořské výšce 42 metrů na pomezí hustě osídlené a zemědělsky intenzivně využívané pobřežní nížiny, respektive Šaronské planiny, a kopcovitých oblastí podél Zelené linie oddělujících vlastní Izrael v mezinárodně uznávaných hranicích od okupovaného Západního břehu Jordánu. Severně od obce protéká vádí Nachal Te'enim.
Obec se nachází 15 kilometrů od břehu Středozemního moře, cca 32 kilometrů severovýchodně od centra Tel Avivu, cca 56 kilometrů jihojihovýchodně od centra Haify a 15 kilometrů východně od města Netanja. Ša'ar Efrajim obývají Židé, přičemž osídlení v tomto regionu je etnicky smíšené. Západním směrem v pobřežní nížině je osídlení ryze židovské. Na jih a jihozápad od mošavu ovšem leží téměř souvislý pás měst a vesnic obývaných izraelskými Araby - takzvaný Trojúhelník (nejblíže jsou to města Kalansuva a Tajbe). 1 kilometr od vesnice probíhá Zelená linie a za ní stojí arabské (palestinské město) Tulkarm.
Ša'ar Efrajim je na dopravní síť napojen pomocí lokální silnice číslo 5614. Východně od mošavu probíhá severojižním směrem dálnice číslo 6 (Transizraelská dálnice).

## Dějiny
Ša'ar Efrajim byl založen v roce 1953. K založení došlo v srpnu 1953. Prvními osadníky zde byla skupina židovských přistěhovalců z Jemenu, kteří se do Izraele dostali v rámci Operace Létající koberec. Vesnice je pojmenována podle biblického kmene Efraim.
Správní území obce dosahuje 2250 dunamů (2,25 kilometrů čtverečních). Místní ekonomika je založena na zemědělství (pěstování citrusů a květin, chov drůbeže).

## Demografie
Podle údajů z roku 2014 tvořili naprostou většinu obyvatel v Ša'ar Efrajim Židé (včetně statistické kategorie "ostatní", která zahrnuje nearabské obyvatele židovského původu ale bez formální příslušnosti k židovskému náboženství).
Jde o menší sídlo vesnického typu s dlouhodobě výrazně rostoucí populací. K 31. prosinci 2014 zde žilo 1704 lidí. Během roku 2014 populace stoupla o 2,9 %.
| Rok            | 1961 | 1972 | 1983 | 1995 | 2001 | 2003 | 2004 | 2005 | 2006 | 2007 | 2008 | 2009 | 2010 | 2011 | 2012 | 2013 | 2014 |
| -------------- | ---- | ---- | ---- | ---- | ---- | ---- | ---- | ---- | ---- | ---- | ---- | ---- | ---- | ---- | ---- | ---- | ---- |
| Počet obyvatel | 430  | 524  | 433  | 396  | 809  | 984  | 1074 | 1124 | 1184 | 1256 | 1346 | 1433 | 1515 | 1592 | 1626 | 1656 | 1704 |